# Bleiswijkse Verlaat
Het Bleiswijkse Verlaat is een schutsluis met puntdeuren tussen de Rottemeren en de Heulsloot bij Bleiswijk in de gemeente Lansingerland, in de Nederlandse provincie Zuid-Holland. De sluis wordt niet meer bediend. Het ontwerp van de sluis is uit 1772. De huidige sluis is in 1972 volledig gerestaureerd. In 2015 is dit opnieuw gebeurd. De kosten bedroegen zo'n 1,6 miljoen euro. De sluis heeft geen schutfunctie meer enkel nog een waterkerende functie, aldus de oudheidkundige vereniging en museum Bleiswijk.
De schutlengte is 20 m, de wijdte 3 m en de drempeldiepte BP -1,20 m. De sluis heeft nog de bouw van sluizen van vroeger tijden. De sluismuren zijn niet gemetseld maar van hout. De constructie is bovenlangs voorzien van houten jukken. Een vergelijkbare sluis in de buurt is het Boterdorpse Verlaat. Achter de sluis ligt een nieuwe vaste brug, de vrije doorvaarthoogte is enkele decimeters boven boezempeil.
De sluis werd in 1974 ingeschreven in het rijksmonumentenregister.

## Foto's

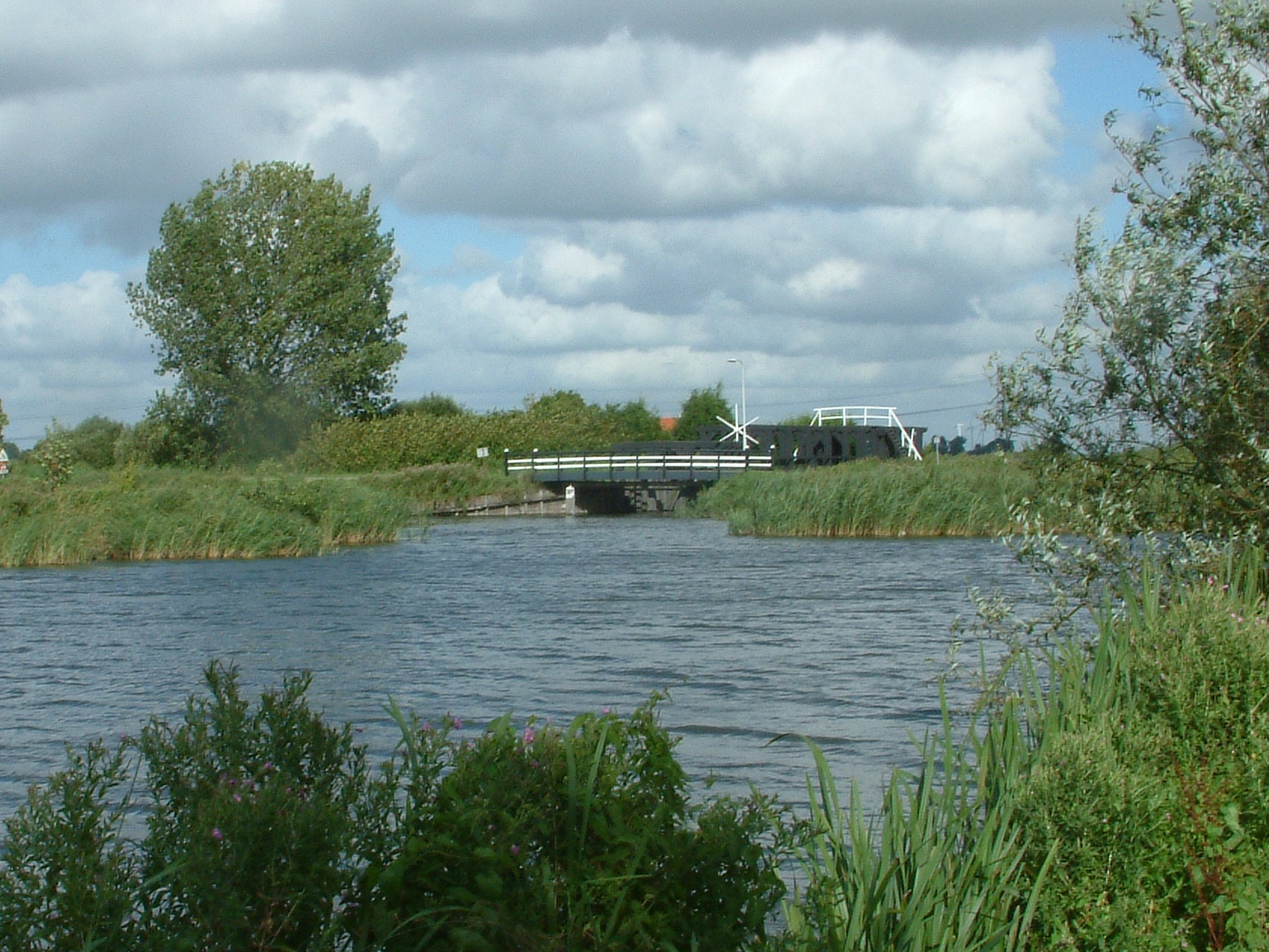
Het Bleiswijkse Verlaat
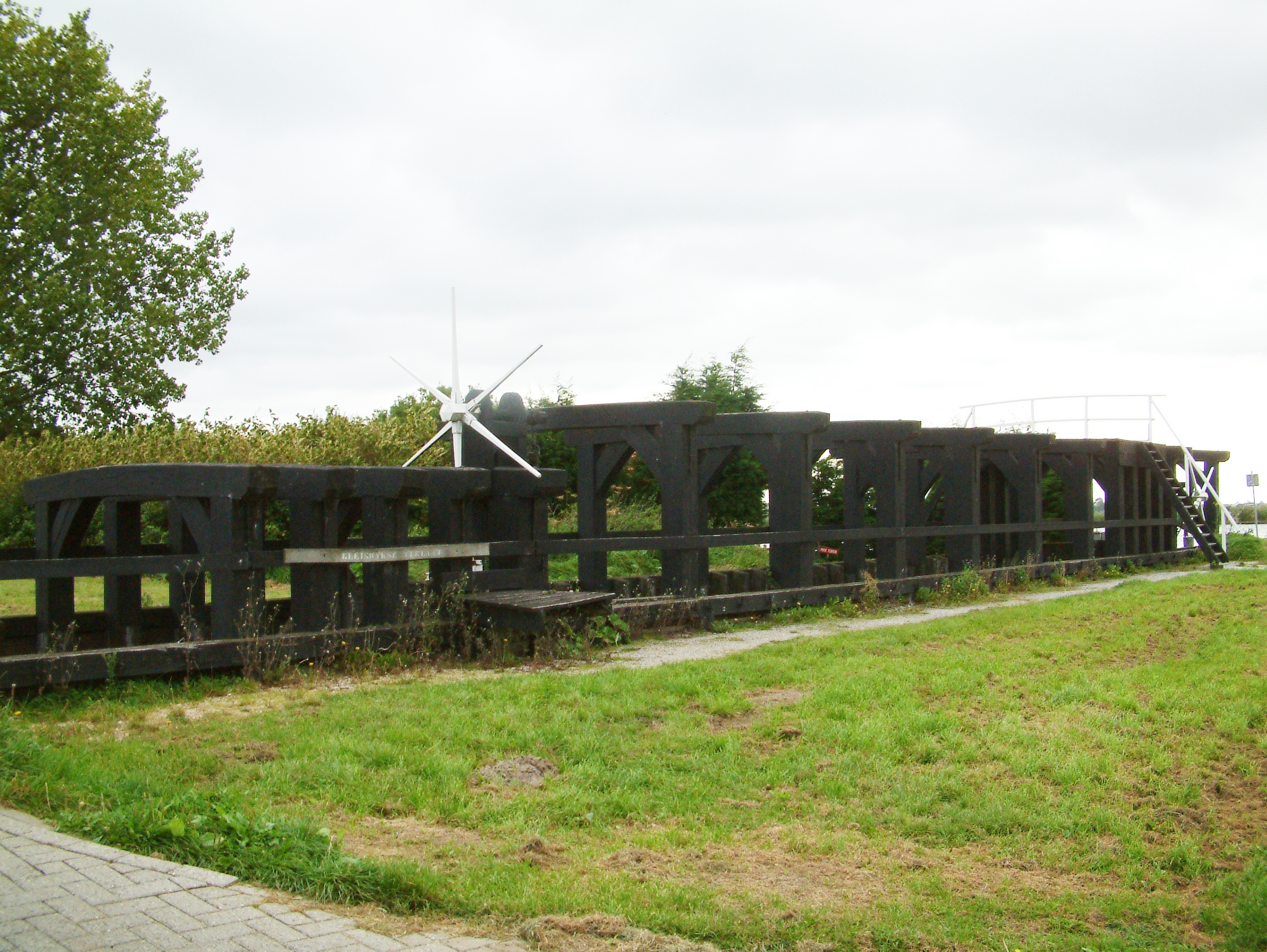
In de lengte
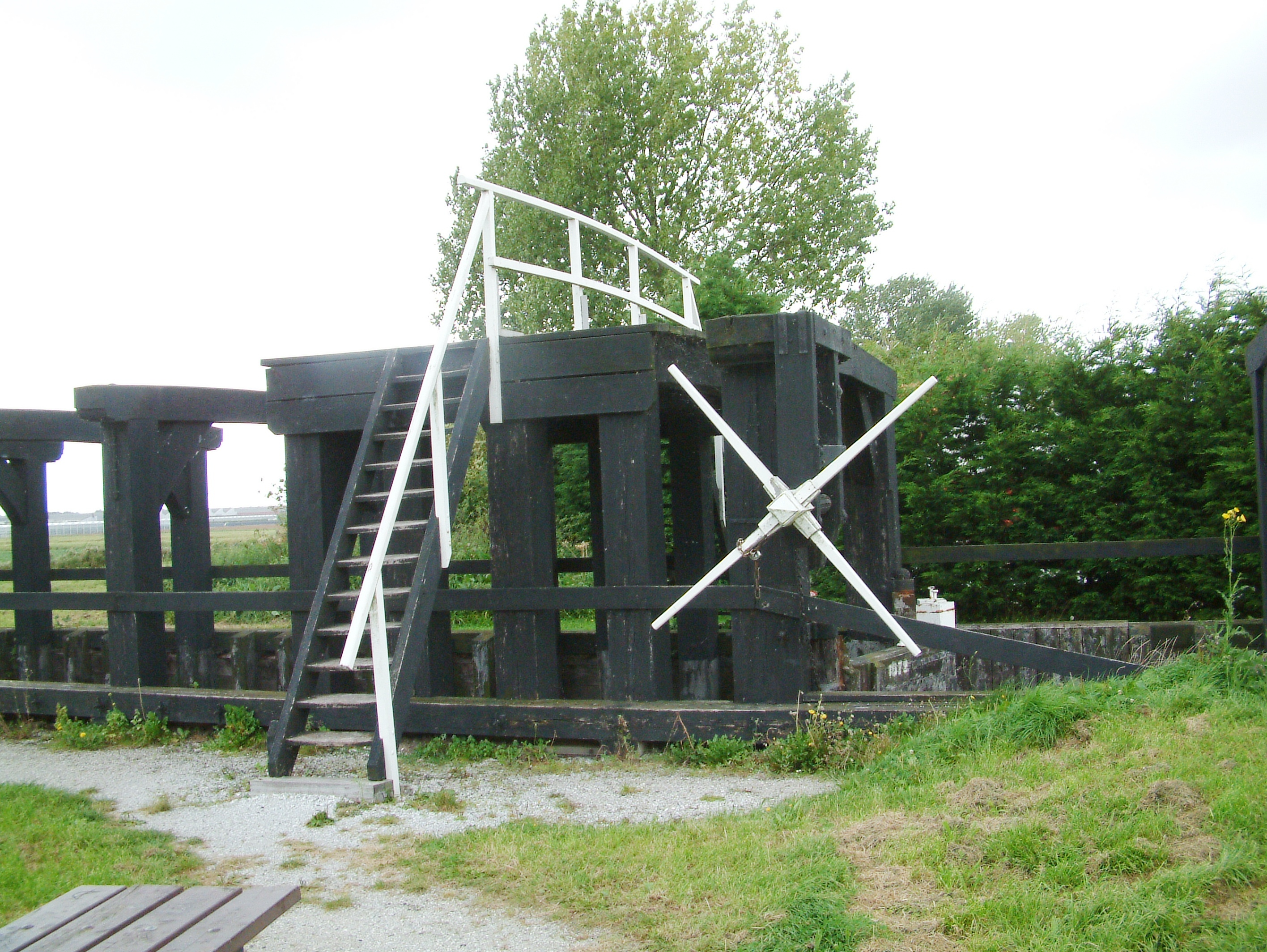
Bovendeuren
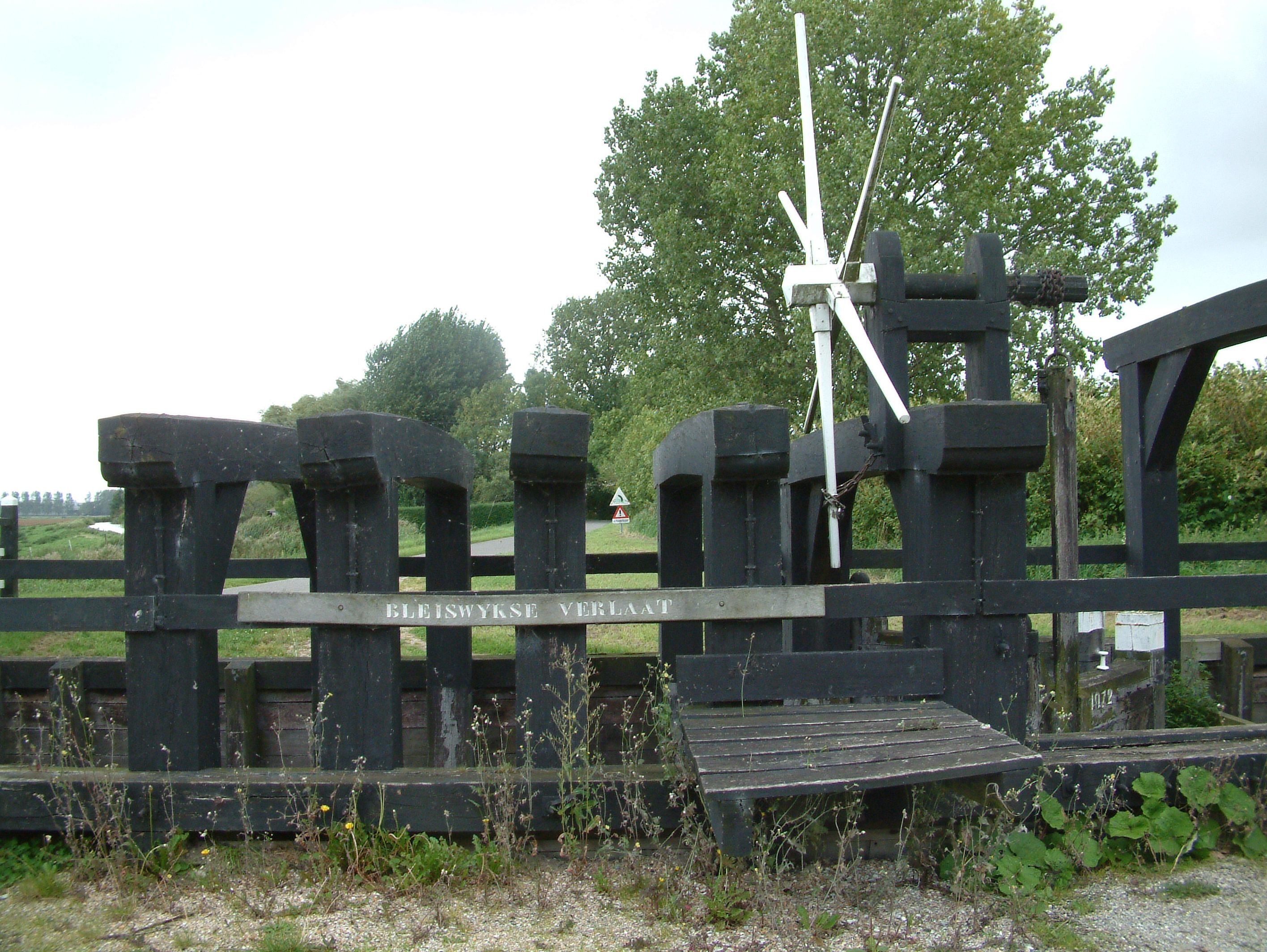
Benedendeuren
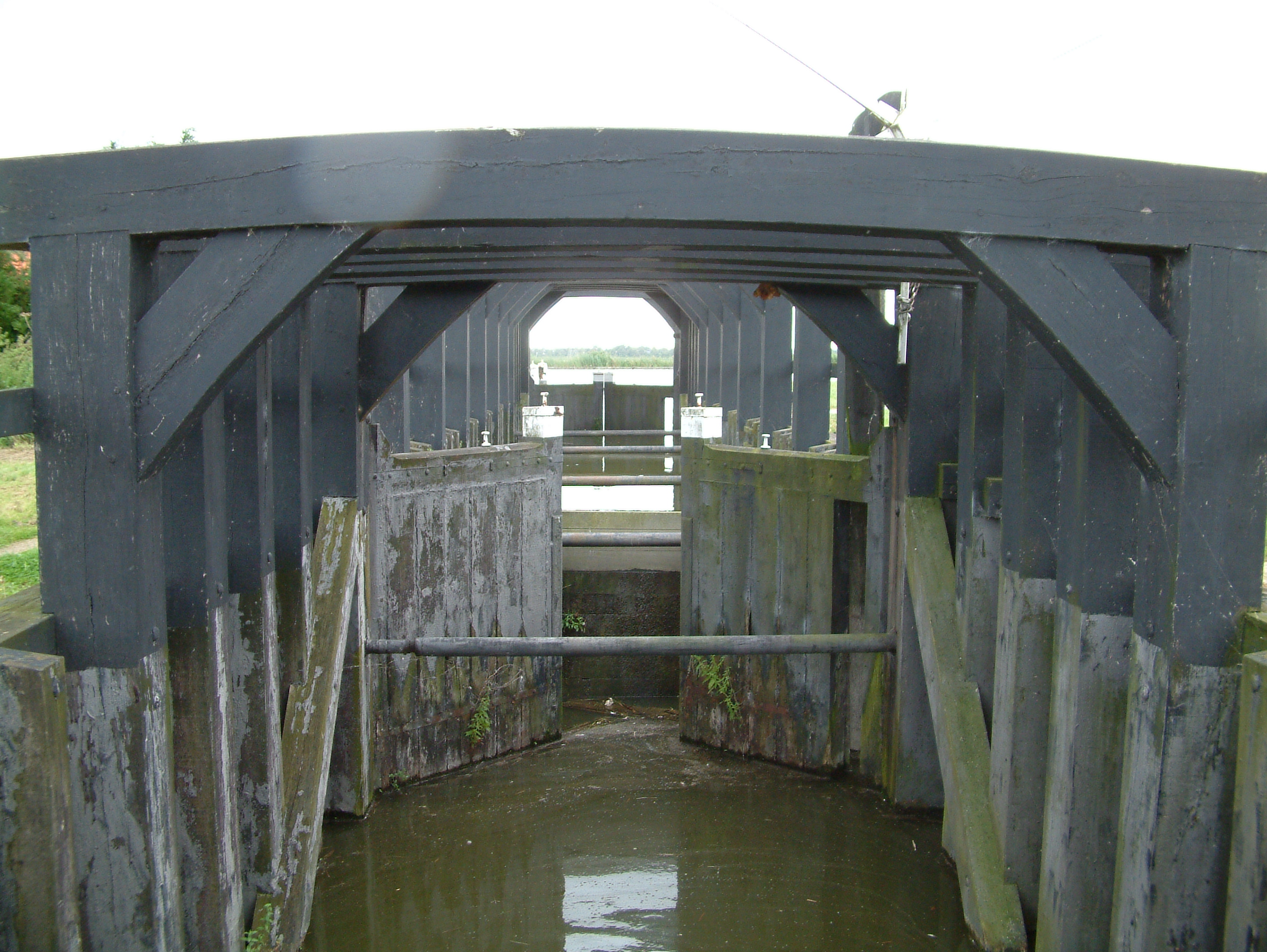
Doorzicht